# Hotel Belvedere (Dubrovnik)
Hotel Belvedere, luksuzni hotel u Dubrovniku koji je radio šest sezona, od otvorenja 1985. do 1991. Potpuno je razrušen u Domovinskom ratu, te je danas jedini neobnovljeni dubrovački hotel. Nalazi se na samom kraju grada, u predjelu Ploče-Iza Grada. Iz hotela se pruža izvrstan pogled na dubrovačku staru gradsku jezgru, otok Lokrum i Cavtat. Nedaleko od hotela nalazi se šljunčana plaža Sv. Jakov. Hotel je udaljen od stare gradske jezgre oko 1,5 km.
Hotel se nalazio na adresi Frana Supila 28. Bio je kapaciteta 406 kreveta u 200 soba, 19 apartmana, 2 poluapartmana za mladence i jedan predsjednički apartman. Hotelskim gostima bili su na raspolaganju aperitiv bar, nacionalni restoran "Konavle", francuski restoran "Roland", taverna "Dubrovnik", konoba "Elafiti", pivnica "Bayern", slastičarnica "Mozart", kafić "Maximilian", engleski salon "Richard lavljeg srca" i noćni klub "Trubadur". Hotel je raspolagao dvoranom za sastanke "New Orleans", kapaciteta 150 mjesta, prodajnim prostorima, velikim zatvorenim i otvorenim bazenom, trima kabinetima, salonom za masažu, saunom, stolovima za bilijar i stolni tenis, frizerskim salonom i buticima. Bio je jedan od najluksuznijih hotela na jadranskoj obali, a u njemu je odsjedala i Lepa Brena snimajući film Hajde da se volimo. Od 2001. godine najveći vlasnički udio od 53,75 % ima panamska tvrtka “Cleostone”, iza koje stoji hrvatsko-britanski poduzetnik Zvonko Stojević, te Ina s vlasničkim udjelom od 31,8 %. Dana 9. svibnja 2014. hotel je za 12.200,000 eura prodan tvrtki Vila Larus ruskog milijardera Viktora Vekselberga. Početna cijena iznosila je 24.360,000 eura, ali je zbog nedostatka interesa hotel prodan u pola cijene. Prevladava mišljenje da hotel nije moguće obnoviti, nego ga je potrebno srušiti pa ponovno izgraditi.